# Varise Connor
Varise Connor (* 21. Oktober 1906 in Lake Arthur/Louisiana; † 19. Juni 1994) war ein US-amerikanischer Fiddlespieler und einer der frühen Vertreter der Cajun-Musik.
Connor wuchs in einer musikalischen Familie auf. Sein Vater, der ein Sägewerk betrieb, war aktiver Fiddlespieler, und die ganze Connor-Familie bildete eine Musikband. Ein älterer Bruder spielte die Bassfiddle, ein jüngerer Gitarre, Varise die Erste und ein Cousin die Zweite Fiddle. Neben der Musik seiner irischen Vorfahren prägte Connor vor allem Bascom Mouton, ein in den 1920er und 1930er Jahren in Acadiana populärer Fiddler. In den 1930er Jahren gab er seine Auftritte bei Tanzveranstaltungen zu Gunsten von Konzerten vor allem mit seinem Freund Lionel Leleux auf. 1976 trat er am Rand des Festival of American Folk Life in Washington mit Leleux und zweien seiner Enkel auf. Zu Lebzeiten blieb Connor weitgehend unbekannt. Michael Doucet studierte im  Rahmen des NEA Folk Arts Apprenticeship Program seinen Musikstil, und er wurde beim Cajun Music Festival in Lafayette geehrt. Eine CD, die Barry Ancelet aus Aufnahmen aus den 1970er Jahren zusammenstellte, erschien erst zehn Jahre nach seinem Tod.